# Pečky (stacja kolejowa)
Pečky – stacja kolejowa w miejscowości Pečky, w kraju środkowoczeskim, w Czechach. Jest ważnym węzłem kolejowym o znaczeniu regionalnym. Znajduje się na wysokości 200 m n.p.m.
Jest zarządzana przez Správę železnic. Na stacji znajdują się kasy biletowe, na których istnieje możliwość zakupu biletów na wszystkie pociągi w tym międzynarodowe oraz rezerwacji miejsc.

## Linie kolejowe
- 011 Praha - Kolín
- 012 Pečky - Kouřim